# Peppa Pig
Peppa Pig é uma série de desenho animado britânico destinado ao público infantil em faixa etária pré-escolar, criado por Neville Astley, Mark Baker e Phil Davies e produzida pela Astley Baker Davies e Entertainment One. O desenho conta a história de Peppa, uma porquinha cor-de-rosa que vive com seu irmãozinho George e seus pais em uma cidade britânica.
A série estreou em 31 de maio de 2004 no Reino Unido e fez imenso sucesso durante os anos 2000, sendo distribuída pela Entertainment One para diversos países e dublada em vários idiomas.
Em Portugal, estreou em 2010 na RTP2 onde ficou até 2012, desde 2011 no Canal Panda onde hoje se mantém e também no Nick Jr.
No Brasil, é exibida desde 29 de abril de 2013 no canal a cabo Discovery Kids, sendo uma das principais atrações de maior sucesso do canal. O desenho é exibido também em TV aberta na TV Cultura desde 25 de maio de 2015.

## Episódios
| Temporada | Temporada         | Episódios | Exibição original       | Exibição original      |
| Temporada | Temporada         | Episódios | Estreia da Temporada    | Final da Temporada     |
| --------- | ----------------- | --------- | ----------------------- | ---------------------- |
|           | 1                 | 52        | 31 de maio de 2004      | 30 de novembro de 2004 |
|           | 2                 | 52        | 4 de setembro de 2006   | 20 de junho de 2007    |
|           | Especial de Natal | -         | 25 de dezembro de 2007  | 25 de dezembro de 2007 |
|           | 3                 | 52        | 4 de maio de 2009       | 17 de dezembro de 2010 |
|           | 4                 | 52        | 23 de maio de 2011      | 28 de dezembro de 2012 |
|           | Especiais         | 3         | 14 de fevereiro de 2015 | 6 de março de 2016     |
|           | 5                 | 52        | 24 de outubro de 2016   | 13 de outubro de 2018  |
|           | 6                 | 52        | 3 de fevereiro de 2019  | TBA                    |

## Controvérsias
Nas transmissões originais das duas primeiras temporadas, Peppa, sua família e seus amigos não usavam cinto de segurança. Depois de receber várias denúncias, Astley Baker Davies anunciou que toda a animação futura incluiria personagens com cinto de segurança, e que as cenas relevantes nas primeiras duas temporadas seriam re-animadas para incluí-los. Alterações similares também foram feitas nos primeiros episódios para adicionar capacetes de ciclista nos personagens que andavam de bicicleta.
Em 2012, a Australian Broadcasting Corporation recebeu uma queixa de que o episódio Dona Pernas Finas e sua sequência Teia de Aranha não eram apropriados para o público australiano, uma vez que eles incentivam as crianças a terem contato com aranhas. Dada a toxicidade e a distribuição generalizada de algumas aranhas australianas perigosas, notadamente a Latrodectus hasseltii, a queixa foi confirmada e o episódio deixou de ser exibido pela emissora.
Segundo o jornal carioca O Dia, muitos pais no exterior reclamam da atração pois afirmam que os focinhos do bichinhos são parecidos com o órgão sexual masculino.